# Route nationale 202a
Die Route nationale 202A, kurz N 202A oder RN 202A, war eine französische Nationalstraße, die zwischen Mont-Dauphin und Guillestre aus der alten Trasse der N202 entstand, als diese über den Col de l’Izoard geführt wurde. Nationalstraße wurde dieser Abschnitt mit der ersten Version der „Route des Alpes“ 1912 als N212. Die Länge betrug 4 Kilometer. 1973 erfolgte die Abstufung zur D902A. Von 1974 bis 1978 gab es als Flughafenanbindung in Nizza eine weitere N202A. Diese wurde dann in die N202 integriert.